# Đồng bằng sỏi cát München

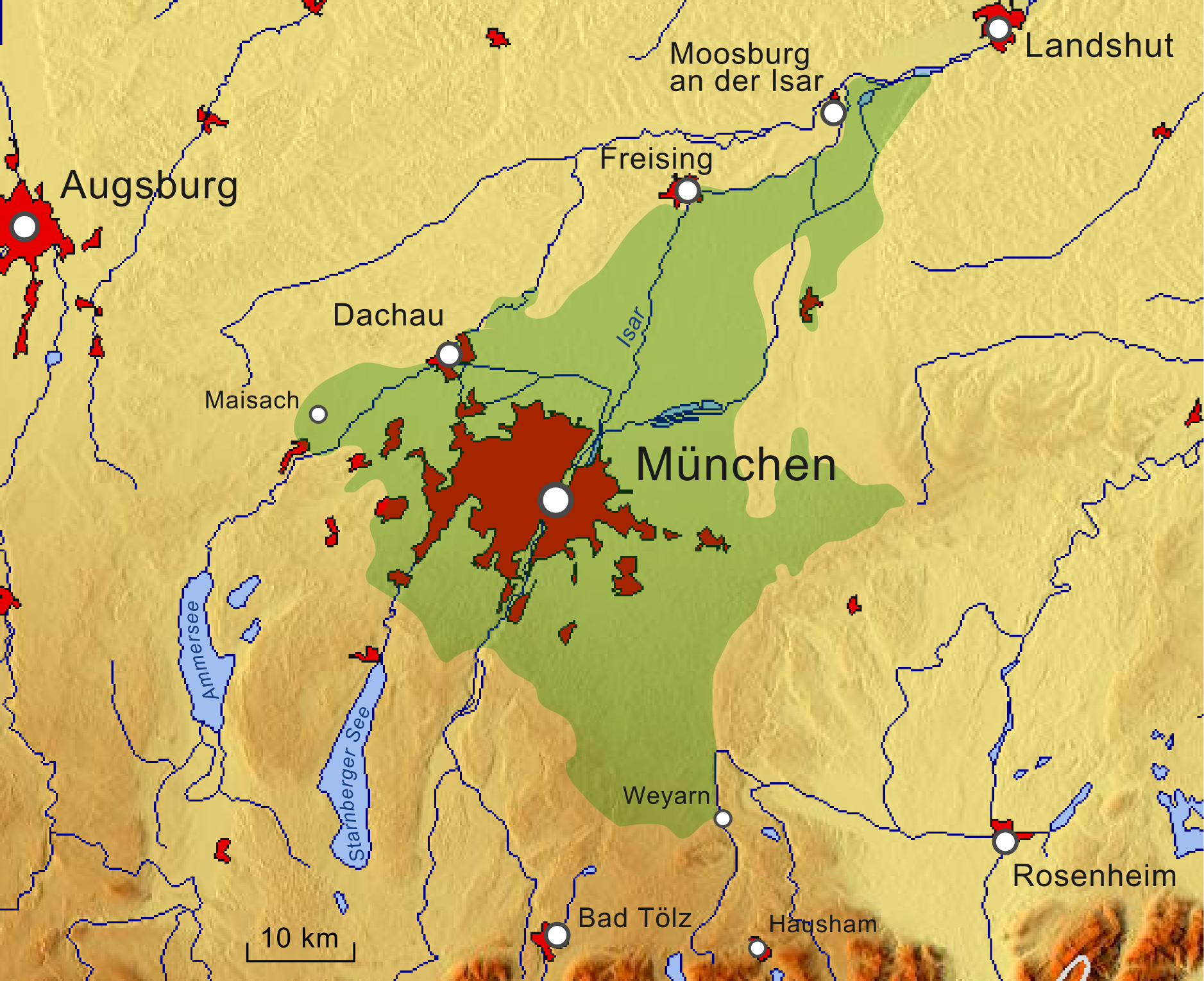
Đồng bằng sỏi cát München (xanh lá) trên bản đồ.

Đồng bằng sỏi cát München là một vùng sỏi cát hình thành qua nhiều thời kỳ băng hà ở Oberbayern. So với những vùng sỏi cát do băng hà để lại thường dốc cao, ngắn, tạo thành thung lũng hẹp ở phía dưới dãy núi Alps, nó trải ra rất rộng. 

## Vị trí
Đồng bằng sỏi cát München tạo thành một hình tam giác với diện tích khoảng 1.500 km². Các góc của nó ở khoảng Weyarn (giữa Miesbach và Holzkirchen) ở phía đông nam, Moosburg an der Isar ở đông bắc và Maisach ở phía tây. Cả thành phố München và các huyện chung quanh đều nằm trong đồng bằng sỏi cát khá phẳng này. Đồng bằng có độ cao 700 m xuống chỗ thấp nhất khoảng 400 m. Nó góp phần tạo nên vùng đầm lầy lớn Dachauer Niedermoore, Freisinger Moos và Erdinger Moos. Lớp sỏi cát dầy nhất là khoảng 100 m ở phần phía nam München; về phía bắc thì mỏng hơn.